# 蓝锡纯
蓝锡纯（1907年2月3日—1995年4月12日），男，山西万荣人，中国心脏外科专家。

## 生平
1907年出生于山西万荣县，1920年进入太原市省立第一中学。1925年考入齐鲁大学医学院，1933年毕业于多伦多大学。1935年加入中华医学会。1938年在利物浦大学进修。1939年回国担任上海仁济医院教授。1943年担任上海圣约翰大学医学院教授。1952年参与组建上海第二医学院并担任教授。1955年担任上海医学会外科专科分会主任。1978年担任上海第二医学院院长，1984年退休离任由王振义接任。
1995年4月12日在上海逝世，享年88岁。

## 纪念
2012年上海交通大学医学院附属仁济医院为其铸造雕像摆放在校园内，2019年将其雕像和黄铭新、江绍基雕像一齐迁移到新建立的院史馆。